# Anacroneuria farallonensis
Anacroneuria farallonensis is een steenvlieg uit de familie borstelsteenvliegen (Perlidae). De wetenschappelijke naam van de soort is voor het eerst geldig gepubliceerd in 1993 door Rojas & Baena.